# У-цзун (династія Тан)
У-цзун (кит.: 武宗; піньїнь: Wuzong), особисте ім'я Лі Чань (кит.: 李瀍; піньїнь: Li Chan; 1 липня 814 —22 квітня 846) — вісімнадцятий імператор династії Тан у 840–846 роках.

## Життєпис
Народився 1 липня 814 у родині спадкоємця трону Лі Хеня. Отримав ім'я Чан. Після того, як останній став імператором Му-цзуном, Лі Чан стає князем Інь. За часів свого зведеного брата й імператора Вень-цзуна Лі Чан став у 839 році спадкоємцем трону. Після смерті Вень-цзуна у 840 році при підтримці євнухів Лі Янь став імператором під ім'ям У-цзун.
Новий імператор змінив канцлера, призначивши на цю посаду Лі Дею, що свідчило про перемогу роду Лі у тривалій боротьбі з родом Ніу. Загалом було поліпшено роботу уряду, приборкано євнухів.
Водночас довелося протистояти уйгурам, які під тиском кирзигів рушили на схід. У тривалій боротьбі з 840 до 843 року Китай вийшов переможцем. У вирішальній битві китайський генерал Лю Мян знищив 10 тисяч уйгурів та ще стільки ж захопив у полон. Місце битви отримало назву «Гора вбитих гунів» — Шахушан. Після цього імператор оголосив поза законом релігію уйгурів — маніхейство.
Разом з тим було продовжено боротьбу із військовими намісниками (цзєдуши), які стали майже незалежними. У 843-844 роках були розбиті роди спадкових цзєдуши — Лю, Ван, Ши на території сучасної провінції Хебей. Водночас було придушено повстання у префектурах на території сучасної провінції Шаньсі.
Після цього було подолано вплив родів Ніу та Лі. Слідок за цим у 845 році розпочалося переслідування буддистів. За наказом У-цзуна конфісковано майно буддійських храмів, їх було знищено 4600 і 40 тисяч буддистських святинь, 260500 ченців і черниць переведено до стану мирян. Також було ліквідовано храми несторіанців. З цього моменту починаються переслідування буддизму, несторіанства, а також інших іноземних релігій.
Після того, як У-цзун, вживаючи даоські еліксири безсмертя, важко захворів, він вирішив обдурити смерть, змінивши особисті ім'я з Чан на Янь, але марно — 22 квітня 846 року він помер.